# Chrysobothris sexsignata
Chrysobothris sexsignata es una especie de escarabajo del género Chrysobothris, familia Buprestidae. Fue descrita científicamente por Say en 1839.
Mide entre 6-13 mm.